# Гондоличі
Гондоличі (хорв. Gondolići) — населений пункт у Хорватії, в Істрійській жупанії у складі міста Лабин.

## Населення
Населення за даними перепису 2011 року становило 74 осіб.
Динаміка чисельності населення поселення:

## Клімат
Середня річна температура становить 13,94 °C, середня максимальна – 26,53 °C, а середня мінімальна – 1,92 °C. Середня річна кількість опадів – 1013 мм.
| Клімат поселення                              | Клімат поселення | Клімат поселення | Клімат поселення | Клімат поселення | Клімат поселення | Клімат поселення | Клімат поселення | Клімат поселення | Клімат поселення | Клімат поселення | Клімат поселення | Клімат поселення | Клімат поселення |
| Показник                                      | Січ.             | Лют.             | Бер.             | Квіт.            | Трав.            | Черв.            | Лип.             | Серп.            | Вер.             | Жовт.            | Лист.            | Груд.            |                  |
| Середній максимум, °C                         | 9,30             | 9,40             | 12,53            | 15,55            | 20,67            | 25,00            | 26,54            | 26,24            | 21,75            | 17,29            | 12,55            | 9,67             |                  |
| Середня температура, °C                       | 5,61             | 5,70             | 8,84             | 11,86            | 16,97            | 21,31            | 23,69            | 23,39            | 18,91            | 14,46            | 9,71             | 6,85             |                  |
| Середній мінімум, °C                          | 1,92             | 2,02             | 5,16             | 8,17             | 13,29            | 17,63            | 20,86            | 20,54            | 16,09            | 11,63            | 6,87             | 4,01             |                  |
| Норма опадів, мм                              | 84               | 67               | 73               | 76               | 66               | 76               | 50               | 76               | 96               | 122              | 127              | 100              |                  |
| Середньомісячна швидкість вітру, м/с          | 2.90             | 3.11             | 3.15             | 3.00             | 2.69             | 2.58             | 2.57             | 2.58             | 2.71             | 2.98             | 3.22             | 3.15             |                  |
| Середньомісячна сонячна радіація, кДж/м²·день | 4552             | 7385             | 10689            | 15304            | 19634            | 21428            | 22441            | 19443            | 14278            | 9190             | 4961             | 3835             |                  |
| --------------------------------------------- | ---------------- | ---------------- | ---------------- | ---------------- | ---------------- | ---------------- | ---------------- | ---------------- | ---------------- | ---------------- | ---------------- | ---------------- | ---------------- |
| Джерело:                                      |                  |                  |                  |                  |                  |                  |                  |                  |                  |                  |                  |                  |                  |